# Niederhausen
Niederhausen là một đô thị thuộc huyện Bad Kreuznach trong bang Rheinland-Pfalz, phía tây nước Đức. Đô thị Niederhausen có diện tích 5,31 km², dân số thời điểm ngày 31 tháng 12 năm 2006 là 576 người. 